# Lijst van premiers van Senegal
De minister-president van Senegal is sinds 1960 het hoofd van de regering van Senegal. De minister-president of premier wordt benoemd door de president van Senegal. De president wordt direct gekozen door de bevolking voor een vijfjarige periode. De minister-president benoemt het Senegalese kabinet, na overleg met de president.
Onderstaande een tabel met alle ministers-presidenten van Senegal, sinds Senegal onafhankelijk werd van Frankrijk (1960).
| Periode     | Naam                    | Bijzonderheden                                               |
| ----------- | ----------------------- | ------------------------------------------------------------ |
| 1960 - 1962 | Mamadou Dia             | Lid van de Parti Socialiste du Sénégal (PS)                  |
| 1962 - 1970 | -                       | Politieke functie afgeschaft                                 |
| 1970 - 1980 | Abdou Diouf             | Lid van de Parti Socialiste du Sénégal (PS), later president |
| 1981 - 1983 | Habib Thiam             | Lid van de Parti Socialiste du Sénégal (PS)                  |
| 1983 - 1983 | Moustapha Niasse        | Van 3 tot 29 april premier                                   |
| 1983 - 1991 | -                       | Politieke functie afgeschaft                                 |
| 1991 - 1998 | Habib Thiam             | Tweede maal gekozen                                          |
| 1998 - 2000 | Mamadou Lamine Loum     | Lid van de Parti Socialiste du Sénégal (PS)                  |
| 2000 - 2001 | Moustapha Niasse        | Lid van de Alliance des forces de progrès                    |
| 2001 - 2002 | Mame Madior Boye        | Lid van de Parti Démocratique Sénégalais                     |
| 2002 - 2004 | Idrissa Seck            | Lid van de Parti Démocratique Sénégalais                     |
| 2004 - 2007 | Macky Sall              | Lid van de Parti Démocratique Sénégalais, later president    |
| 2007 - 2009 | Cheikh Hadjibou Soumaré | Geen prominent van een politieke partij                      |
| 2009 - 2012 | Souleymane Ndéné Ndiaye | Lid van de Parti Démocratique Sénégalais                     |
| 2012 - 2013 | Abdoul Mbaye            | Geen prominent van een politieke partij                      |
| 2013 - 2014 | Aminata Touré           | Lid van de Alliance pour la République                       |
| 2014 - 2019 | Mohammed Dionne         | Geen prominent van een politieke partij                      |
| 2019 - 2022 | -                       | Politieke functie afgeschaft                                 |
| 2022 - 2024 | Amadou Ba               | Lid van de Alliance pour la République                       |
| 2024 - 2024 | Sidiki Kaba             | Lid van de Alliance pour la République                       |
| sinds 2024  | Ousmane Sonko           | Lid van de PASTEF                                            |

## Bron
- Gebaseerd op de Engelse versie van Wikipedia: Prime Minister of Senegal